# Udflugt
|  | Denne artikel er oprettet af botten PalnaBot ud fra en ekstern database. Den kan derfor have sproglige fejl eller mangler. Denne skabelon kan fjernes efter kontrol af indholdet. |

Udflugt er en kortfilm fra 2010 instrueret af Kasper Torsting efter manuskript af Rasmus Birch, Kasper Torsting.

## Handling
En mand og en kvinde vil krydre deres (sex)liv med en lille, uartig og mildt risikofyldt udflugt. Men når det moderne menneske drager ud i naturen, kan prisen blive højere end forventet.